# Landtagswahl in Tirol 1965
- SPÖ: 10
- ÖVP: 25
- FPÖ: 1

Die Landtagswahl in Tirol 1965 fand am 17. Oktober 1965 statt. Die Österreichische Volkspartei (ÖVP) erzielte starke Gewinne und konnte zwei Mandate hinzugewinnen. Obwohl die Sozialistische Partei Österreichs (SPÖ) leichte Stimmgewinne erzielen konnte, verlor sie ein Mandat an die ÖVP. Auch die Freiheitliche Partei Österreichs (FPÖ) verlor ein Mandat an die ÖVP, wobei sie auch rund ein Drittel ihrer Stimmen einbüßte. Die Kommunistische Partei Österreichs (KPÖ) trat erstmals seit 1945 nicht mehr an. 
1965 waren 308.926 Menschen bei der Landtagswahl stimmberechtigt, wobei dies eine Steigerung der Wahlberechtigten um 19.279 Personen bedeutete. Auch die Wahlbeteiligung war gegenüber 1961 leicht von 92,43 % auf 90,72 % gefallen. 

## Gesamtergebnis
|                                         | Ergebnisse 1965  | Ergebnisse 1965  | Ergebnisse 1965  | Ergebnisse 1961 | Ergebnisse 1961 | Ergebnisse 1961 | Differenzen | Differenzen | Differenzen |  |
| --------------------------------------- | ---------------- | ---------------- | ---------------- | --------------- | --------------- | --------------- | ----------- | ----------- | ----------- |  |
| Wahlberechtigte                         | 308.926          | 308.926          | 308.926          | 289.647         | 289.647         | 289.647         | + 19.279    | + 19.279    | + 19.279    |  |
| Wahlbeteiligung                         | 90,72 %          | 90,72 %          | 90,72 %          | 92,43 %         | 92,43 %         | 92,43 %         | - 1,71 %    | - 1,71 %    | - 1,71 %    |  |
|                                         | Stimmen          | %                | Mand.            | Stimmen         | %               | Mand.           | Stimmen     | %           | Mand.       |  |
| Abgegebene Stimmen                      | 280.266          |                  |                  | 267.707         |                 |                 | + 12.559    |             |             |  |
| Ungültig                                | 10.771           | 3,84 %           |                  | 7.324           | 2,74 %          |                 | + 3.447     | + 1,10 %    |             |  |
| Gültig                                  | 269.495          | 96,16 %          |                  | 260.383         | 97,26 %         |                 | + 9.112     | – 1,10 %    |             |  |
| Partei                                  |                  |                  |                  |                 |                 |                 |             |             |             |  |
| Österreichische Volkspartei (ÖVP)       | 171.206          | 63,53 %          | 25               | 155.121         | 59,57 %         | 23              | + 16.085    | + 3,96 %    | + 2         |  |
| Sozialistische Partei Österreichs (SPÖ) | 82.064           | 30,45 %          | 10               | 78.448          | 30,13 %         | 11              | + 3.616     | + 0,32 %    | - 1         |  |
| Freiheitliche Partei Österreichs (FPÖ)  | 16.225           | 6,02 %           | 1                | 23.620          | 9,07 %          | 2               | - 7.395     | - 3,05 %    | - 1         |  |
| Kommunistische Partei Österreichs (KPÖ) | nicht kandidiert | nicht kandidiert | nicht kandidiert | 2.773           | 1,06 %          | 0               | - 2.773     | - 1,06 %    | ± 0         |  |
| Mensch und Tier (MT)                    | nicht kandidiert | nicht kandidiert | nicht kandidiert | 421             | 0,16 %          | 0               | - 421       | - 0,16 %    | ± 0         |  |
| Gesamt                                  | 269.495          | 100,00 %         | 36               | 260.383         | 100,00 %        | 36              | + 9.112     |             |             |  |